# El Señor de los Anillos: la batalla por la Tierra Media
El Señor de los Anillos: la batalla por la Tierra Media (en inglés The Lord of the Rings: The Battle for Middle Earth) es un videojuego de estrategia basado en la trilogía de películas de El Señor de los Anillos. Fue publicado por EA en 2004.

## Descripción

### Características
Al igual que otros juegos de estrategia recientes, hay pocas unidades que se utilicen en forma individual, y en cambio se utilizan ejércitos completos. La mayor parte de los mismos ganan experiencia en combate y permanecen de una misión a otra. [cita requerida]
Hay tres elementos principales en el juego. Uno de ellos son los "recursos", utilizados para construir o reparar ejércitos o estructuras. Este recurso, si bien se puede obtener de diversas maneras, es único y general. El otro son los "puntos de mando", que establecen un límite a la cantidad de unidades que se pueden tener. Finalmente, la "energía" son puntos que pueden obtenerse durante las batallas y que permiten comprar poderes especiales para invocar durante el juego. Cada misión ofrece, cuando es superada, un incremento en uno de dichos elementos, en el caso de los recursos aumenta la velocidad a la que se consiguen. 
A diferencia de otros juegos, la localización de las estructuras no es decidida por el jugador. Hay estructuras abandonadas por el mapa y los jugadores las toman para sí, y entonces generan una ciudadela y puntos donde colocar estructuras o torres defensivas. Si se destruye por completo una base enemiga, queda abandonada de nuevo y puede ser reclamada por el otro jugador.
EA GAMES desarrollo este juego hasta la versión 1.03.

### Facciones
Hay cuatro facciones principales en el juego: Rohan, Gondor, Isengard y Mordor. Las dos primeras se utilizan durante la «campaña del bien», y las otras durante la «campaña del mal». La Comunidad del Anillo aparece como tal apenas en un par de escenarios; y luego sus héroes se distribuyen en las otras.
Las facciones tienen claras distinciones entre ellas. Las facciones «del bien» (Rohan y Gondor) tienen un papel más defensivo por ocupar un asentamiento de un determinado tamaño que posee murallas. Además, sus pelotones cuentan con menos unidades por batallón creado que las «del mal» (Isengard y Mordor), aunque son más fuertes y tienen mayor salud. Casi todas son más caras, por lo que estos ejércitos tienden a ser menores.
Por el contrario, las facciones «del mal» son claramente ofensivas: no tienen murallas tras de las que cobijarse y sus batallones constan de más soldados. Sus soldados son muy baratos, pero débiles en su mayor parte. Al ser baratos, se puede formar con ellos un ejército mayor rápidamente; con el que es forzado atacar.
Además, hay también otras diferencias de menor calado entre Rohan y Gondor y entre Isengard y Mordor.

### Héroes
El juego incluye a varios héroes, que son personajes que poseen habilidades especiales diferentes a las del resto de las unidades. 
Los héroes de la campaña del bien son:
- Aragorn
- Bárbol
- Boromir
- Éomer
- Éowyn
- Faramir
- Frodo
- Gandalf
- Gimli
- Legolas
- Merry
- Pippin
- Sam
- Théoden

Los héroes de la campaña del mal son:
- Ella-Laraña
- Gollum
- Lurtz
- Nazgûl
- Rey Brujo
- Saruman

## Campañas
El juego se divide en dos campañas, la «Campaña del Bien» y la «Campaña del Mal». Tienen lugar en múltiples sitios de la Tierra Media; algunos, como el Abismo de Helm, Isengard, Minas Tirith o la Puerta Negra, son bien conocidos, pero la mayor parte son sitios mencionados de pasada en la obra de Tolkien. Se generan varios «ejércitos» desde un punto de vista general en un mapa de la Tierra Media en su conjunto, y el jugador selecciona uno y lo hace moverse a un mapa enemigo vecino para entrar y jugar ese escenario. Los ejércitos pueden separarse o fusionarse a lo largo de las campañas. Los ejércitos controlan ciudades y también pueden asediar ciudades para después si tienen éxito controlarlas. Gondor y Mordor generalmente están en guerra , es decir se pelean por el control de sus territorios mientras que Isengard y Rohan se pelean para tomar el control
La «Campaña del Bien» sigue libremente los acontecimientos de la historia, comienza en Moria y acaba en la Puerta Negra durante treinta y siete misiones, aunque con múltiples licencias narrativas debidas al formato del juego. Así, por ejemplo, Gandalf no desaparece en Moria (la primera misión de la campaña), Boromir puede ser salvado a tiempo de Lurtz en Amon Hen, Éowyn aparece en varias batallas, Sam encuentra a varios orcos y soldados de Gondor dentro del antro de Ella-Laraña, Théoden puede sobrevivir en Minas Tirith, etc. Aun así, se debe destacar que en las batallas principales se realizó un gran esfuerzo por desarrollar acontecimientos similares a la forma en que las mismas se vieron en las películas. Por ejemplo, en el Abismo de Helm los orcos disponen de los medios para hacer explotar las murallas (aunque si se posee cierta habilidad estratégica se puede evitar la brecha en el Abismo de Helm y la destrucción de la puerta de Minas Tirith), y luego de un tiempo prefijado al ejército de Théoden se le suma el ejército de Éomer, que llega con Gandalf y los rohirrim en una situación análoga a la vista en El Señor de los Anillos: las dos torres. 
La «Campaña del Mal», en cambio, describe una historia opuesta, en la que Isengard y Mordor irían logrando destruir uno a uno cada uno de los sitios de la Tierra Media, comienza en Isengard y acaba en Minas Tirith igualmente con treinta y siete misiones. Dicha campaña comenzaría con la traición de Saruman a Rohan en Isengard y su guerra contra Rohan, mientras que en Mordor comenzaría en el cercano Harad para aliarse con los haradrim. Además de que muchas de la batallas conocidas (Amon Hen, Abismo de Helm, Cirith Ungol, Minas Tirith, etc.) se ven ahora desde la perspectiva de las fuerzas del mal. Cabe destacar que aunque matemos a todos los héroes del bien en Amon Hen (salvo a Frodo y Sam), salvo Boromir, Merry y Pipin, éstos reaparecerán varias veces y esto también pasará con Théoden, Éomer, Éowyn y Faramir.
- Datos: Q440060